# 林氏灯笼草
林氏灯笼草（学名：Physaliastrum chamaesarachoides），又名广西地海椒，为茄科散血丹属下的一个种。

## 扩展阅读
- 維基物種上的相關：林氏灯笼草